# 基斯角
基斯角（英語：Keys Point），是南極洲的海岬，位於羅斯島西北部，處於因克盧任山西北面2公里，以新西蘭的地質化學家命名，現時由南極條約體系管理。